# Afrometro
L'afrometro (afròmetro  , dal greco aphros spuma) è uno strumento usato in enologia per misurare la pressione all'interno delle bottiglie e quindi, indirettamente, il contenuto di anidride carbonica. È composto di una cannula rigida che va conficcata nel tappo e da un quadro di lettura che fornisce il valore della pressione all'interno della bottiglia. 

## Utilizzo
È principalmente usato nella fase di rifermentazione in bottiglia per la produzione di spumanti (metodo classico o champenoise) al fine di monitorare il decorso della fermentazione  senza che si renda necessario aprire le bottiglie perdendone il contenuto. 
Per svolgere la rifermentazione in bottiglia vengono aggiunti 4 g/l di saccarosio per ogni atmosfera di sovrappressione desiderata. Per ottenere 6 atm di sovrappressione si aggiungono 24 g/l di zucchero. 
L'aumentare giornaliero della pressione, misurata con l'afrometro, fino al raggiungimento delle 6 atm garantisce il corretto decorso della fermentazione e il completo consumo dello zucchero.